# Alojzij Schaffenrath
Alojzij Schaffenrath est un peintre et ingénieur dans l'empire d'Autriche.

## Biographie
En tant qu'ingénieur, il a participé à l'aménagement de la grotte de Postojna. Il s'est aussi penché sur la question du lac de Cerknica, le plus grand lac intermittent d'Europe.

## Galerie

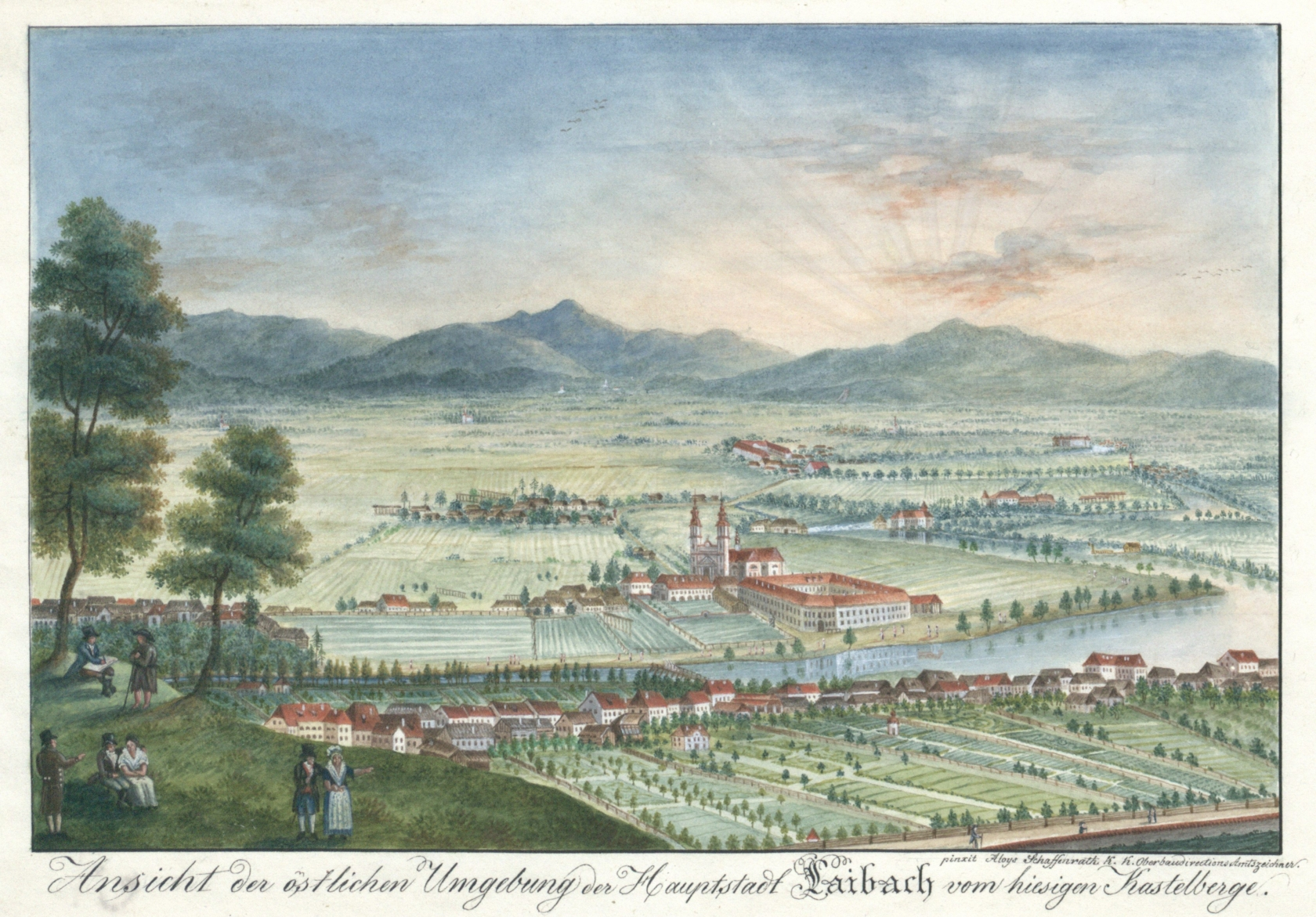
Ljubljana, vers 1821.
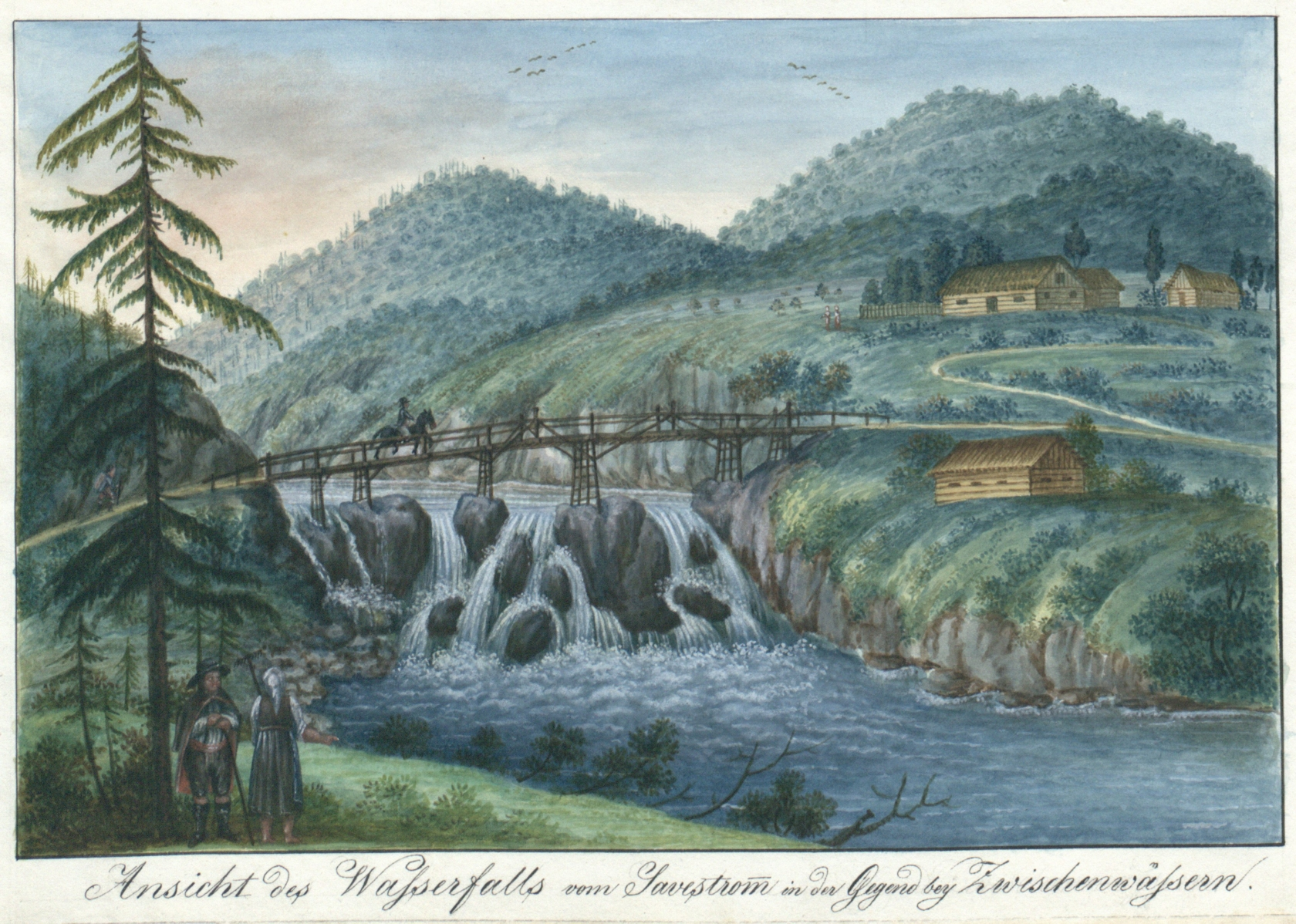
Medvode, vers 1821.
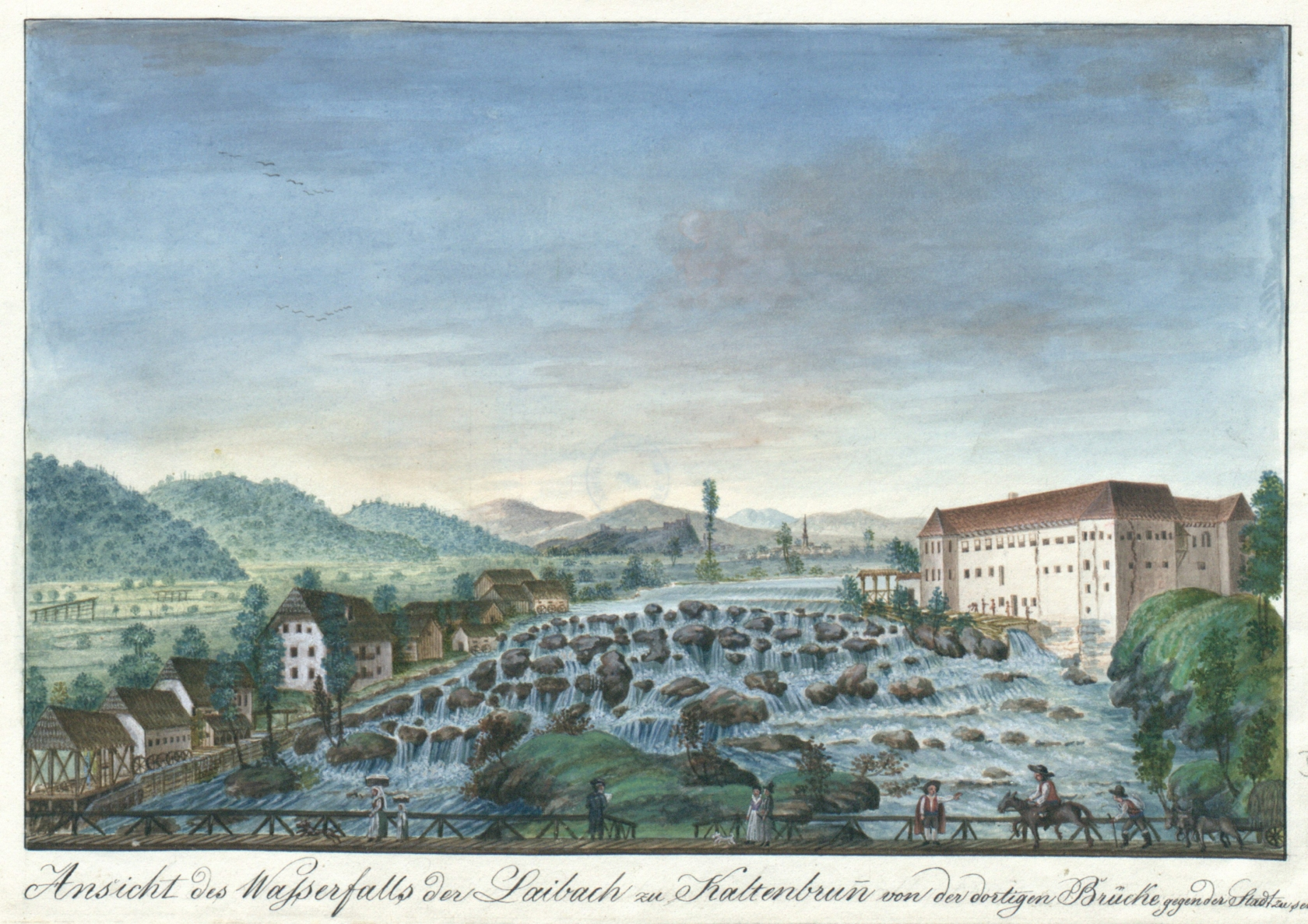
Grad Fužine (sl).
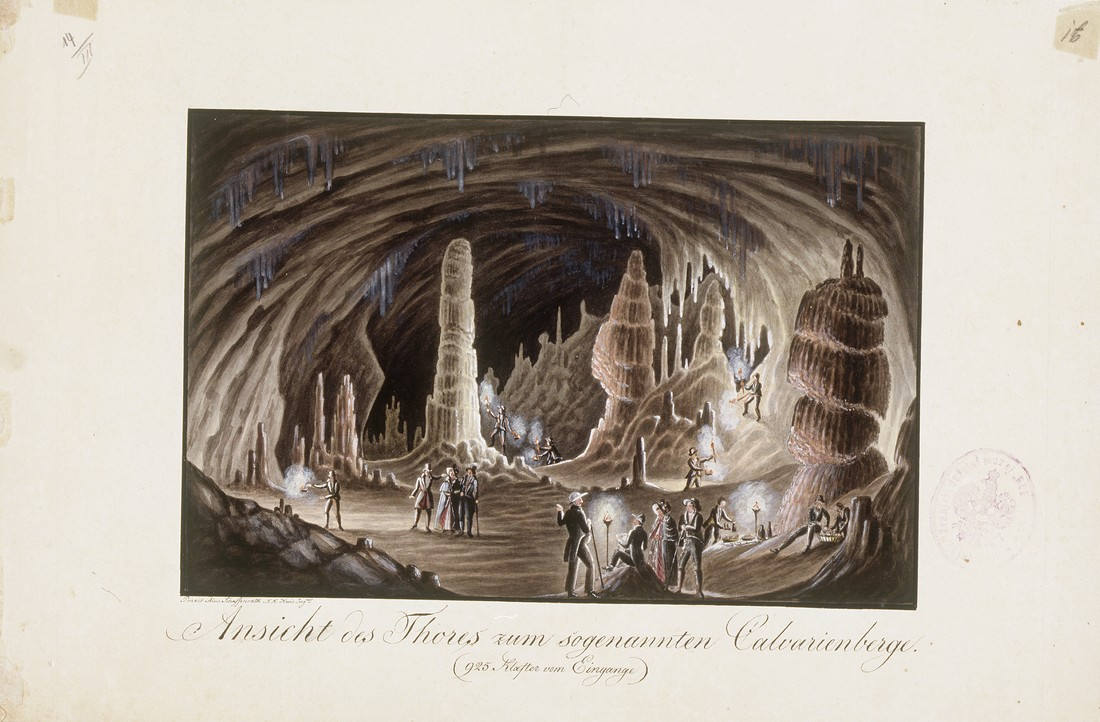
Grotte de Postojna, vers 1820.